# 觀音山 (沙田)
觀音山為香港沙田區的一條鄉村。

## 簡介
雖然位於沙田區（接近黃大仙北部）的觀音山上，惟往大老山隧道收費廣場的道路因為經過郊野公園被封閉，所以車輛不能前往沙田。對外交通只有私家車、的士及NR806(已取消)往返彩雲及黃大仙。

## 交通
觀音山位處九龍群山當中，雖然屬於沙田區，但行車往沙田新市鎮轉折非常，須經過九龍；步行往沙田小瀝源卻又不算遙遠。
觀坪路是觀音山唯一可行車通往外間之道路，北起觀音山主村落，南至吊草岩後，須經沙田㘭道及扎山道上落山到九龍。另一方面，觀音山往沙田本身有通行數百年之山徑，沿馬麗口坑順流而下小瀝源。1970年代，小瀝源闢建對外道路，同時建路接駁半山上馬麗口坑連接萬宜水庫西面輸水隧道之水務設施。村民因觀坪路、沙田㘭道及扎山道等出入必經之路路途陡峭、路面破舊，向有關當局申請建路連接沙田不果，遂於1990年集資百萬元自行興築車路連接水務設施通道，號稱「百萬大道」。但政府旋即因佔用了郊野公園封閉該路，兩端至今仍隔以石躉，禁止車輛及單車進入。
原有居民巴士NR806線因經營嚴重虧損，於2019年1月16日取消服務
，市區的士一度是唯一來往觀音山之公共交通服務。居民巴士NR806線在2020年7月2日恢復服務，恢復營運後仍然嚴重虧損，於2025年5月3日再次取消服務。

## 鄉郊一般選舉

### 二零一五年鄉郊一般選舉
原居民代表：王茂基 (自動當選)
居民代表：王金水 (自動當選)